# Веспен (Бёрде)
Веспен (нем. Wespen) — община в Германии, в земле Саксония-Анхальт.
Входит в состав района Зальцланд. Подчиняется управлению Эльбе-Зале. Население составляет 238 человек (на 31 декабря 2006 года). Занимает площадь 2,68 км².